# Alberto II della Scala
Alberto II della Scala (1306-1352) est un homme politique italien du XIVe siècle, membre de la dynastie scaligère. Fils d'Alboino della Scala, il succède en juillet 1329 à son oncle Cangrande I, en même temps que son frère Mastino II, auquel il laisse l'exercice effectif du pouvoir sur Vérone et ses possessions.

## Mort de Cangrande I et accession au pouvoir d'Alberto II et de Mastino II
Le 18 juillet 1329, après avoir ajouté aux possessions de Vérone les villes de Vicence, Padoue, Feltre, Belluno, Conegliano et Bassano, Cangrande I della Scala entre en vainqueur dans Trévise, qu'il annexe.  Quatre jours après avoir réalisé son rêve de reconstituer l'antique Marche de Vérone, il est emporté par une fièvre fulgurante. Son décès est d'abord gardé secret et son corps, sorti de Trévise à la tombée de la nuit, regagne Vérone sans aucun apparat. Cheminant toute la nuit et la journée du lendemain, le chariot tiré par quatre chevaux arrive à Vérone dans la soirée. Après avoir passé la nuit dans une petite chapelle aux portes de la ville, le cercueil est paradé dans les rues de Vérone, précédé par douze chevaliers. L'un d'entre eux porte l'armure du défunt et brandit la lame nue de son épée. Il est inhumé provisoirement à Santa Maria Antica avant d'être transféré dans le monument funéraire érigé à sa gloire.
En l'absence d'héritier légitime, ses neveux, Alberto, deuxième du nom, âgé de 23 ans et Mastino, deuxième du nom, âgé de 21 ans, sont placés à la tête de Vérone et de ses possessions. Le 23 juillet 1329, ils sont élus capitaines du Peuple par les différents conseils de Vérone et, le 27, podestats des Marchands. Dans les semaines qui suivent, Vicence, Padoue, Trévise, Feltre, Belluno, Conegliano et Bassano les reconnaissent, bon gré mal gré, pour seigneurs.

## Alberto II et Mastino II
Autant Alberto II est d'un naturel affable et généreux, autant il est peu porté aux affaires du gouvernement. Son frère Mastino II, par contre, est ambitieux et déterminé. Très rapidement, le premier laisse au second le contrôle de Vérone et de ses possessions. Mastino II va ainsi porter la seigneurie jusqu'à sa plus vaste expansion territoriale, s'appropriant les provinces de Brescia, de Parme et de Lucques. Il attire ainsi sur Vérone les foudres de Venise, de Milan et de Florence, qui se liguent contre Vérone et la ramènent en quelques années à ses limites de 1312. À l'exception de Vicence, Alberto II et Mastino II perdent tous les gains territoriaux engrangés par les Della Scala depuis leur arrivée au pouvoir à Vérone. Ils laissent à une postérité dégénérée une seigneurie réduite aux seconds rôles, qui passe bientôt sous la coupe de Milan, puis de la Maison de Carrare, et enfin de Venise.

## Mort de Mastino II, accession au pouvoir de Cangrande II et mort d'Alberto II
Le 3 juin 1351, Mastino II meurt après une brève maladie, à l'âge de 43 ans. Il laisse derrière lui sa veuve, Taddea et six enfants légitimes : trois filles et trois fils légitimes : Canfrancesco (connu par la suite sous le nom de Cangrande, deuxième du nom), Cansignorio et Paolo Alboino. Depuis 1339, le nom et la signature d'Alberto II n'apparaissent plus sur les documents officiels et il a pris si peu de part à la seigneurie que le peuple, assemblé le 4 juin 1351 sur la piazza delle Erbe, proclame les trois fils de Mastino co-seigneurs de Vérone. De fait, seul Cangrande exerce le pouvoir, son frère Cansignorio n'étant âgé que de onze ans et Paolo Alboino encore un bambin. Alberto, qui a donné son accord à la succession, se retire alors définitivement de la vie publique et meurt le 24 septembre 1352.
| • L'échelle porte4 ou 5 barreaux.  |  | Blasons des Della Scala• Variante avec chiens affrontés.  |  | • Variante avec aigle impériale. |
| • L'échelle porte 4 ou 5 barreaux. |  | Blasons des Della Scala • Variante avec chiens affrontés. |  | • Variante avec aigle impériale. |